# Италия на летних Олимпийских играх 1896
Италия впервые участвовала на летних Олимпийских играх 1896 и была представлена одним стрелком, который не смог получить медаль.

## Результаты соревнований

### Стрельба
| Соревнование                   | Спортсмен          | Финал      | Финал |
| Соревнование                   | Спортсмен          | Результат  | Место |
| ------------------------------ | ------------------ | ---------- | ----- |
| Армейская винтовка, 200 метров | Джузеппе Ривабелла | неизвестен | 14-41 |